# Uhlenkrugstadion
Das Uhlenkrugstadion (auch Stadion Uhlenkrug oder Stadion am Uhlenkrug) ist ein Fußballstadion mit Laufbahn im Essener Stadtteil Stadtwald. Es wird vom Sportverein ETB Schwarz-Weiß Essen für die Heimspiele, momentan in der Fußball-Oberliga Niederrhein, genutzt. Es bietet 9950 Plätze, davon sind etwa 1400 Sitzplätze auf der Haupttribüne überdacht.

## Geschichte
Der ETB Schwarz-Weiß Essen ließ das Stadion Uhlenkrug 1922 errichten, nachdem die Pacht für den vorher genutzten Sportplatz an der Meisenburg nicht verlängert worden war. Damals konnten 35.000 Zuschauer im Stadion untergebracht werden, davon fanden 2000 auf einer Tribüne aus einer Eisenkonstruktion Platz. 1939 wurde das Stadion aufgrund der Erfolge des Vereins ausgebaut. Das Fassungsvermögen betrug danach 45.000 Zuschauer, davon 2400 auf der Tribüne. Nach dem Zweiten Weltkrieg begann der Lokalrivale Rot-Weiss Essen, an Schwarz-Weiß Essen vorbeizuziehen und übernahm dabei die Führung in Essen. Infolge verlor das Stadion an Bedeutung. 1970 nutzte Rot-Weiss das Stadion Uhlenkrug zweimal als Ausweichspielstätte für Partien der Bundesliga.
Die Anlage wurde 1973 für 1,4 Millionen DM an die Stadt Essen verkauft. Dennoch verfiel das Stadion weiter, so dass es 1975 vom DFB für Zweitligaspiele gesperrt wurde. Dadurch musste Schwarz-Weiß Essen, damals in der zweiten Bundesliga, seine Heimspiele im Grugastadion austragen. Heute ist das Uhlenkrugstadion durch verschiedene Umbauarbeiten wie Verkleinerung der Stehplatzbereiche, Umzäunung und eigener Eingang des Gästebereichs etc. so hergerichtet, dass Spiele der Regionalliga darin stattfinden können.
Der Zuschauerrekord im Uhlenkrugstadion steht bei 45.000 Besuchern. Er wurde beim Länderspiel Deutschland gegen Luxemburg am 23. Dezember 1951 erreicht. Deutschland gewann mit 4:1.
Die Stadt Essen plante seit 2019 den Ausbau und die Modernisierung der Anlage. Nachdem am 26. November 2021 der Umbau des Stadions durch die Stadt Essen beschlossen wurde, folgte am 22. März 2023 der Beschluss für den Baubeginn. Der neue Naturrasenplatz wurde am 20. Oktober 2024 offiziell in Betrieb genommen. Zuvor war der angrenzende Ascheplatz mit Kunstrasen versehen worden. Es entstanden neue Nebenanlagen für die Leichtathletik, die Tribünenanlage wurde überarbeitet und eine neue Flutlichtanlage installiert. Mit einer Investition von rund drei Millionen Euro aus städtischen Mitteln wurde die Sanierung im Sommer 2025 abgeschlossen und das Stadion am 5. Juli des Jahres offiziell wiedereröffnet.

## Galerie

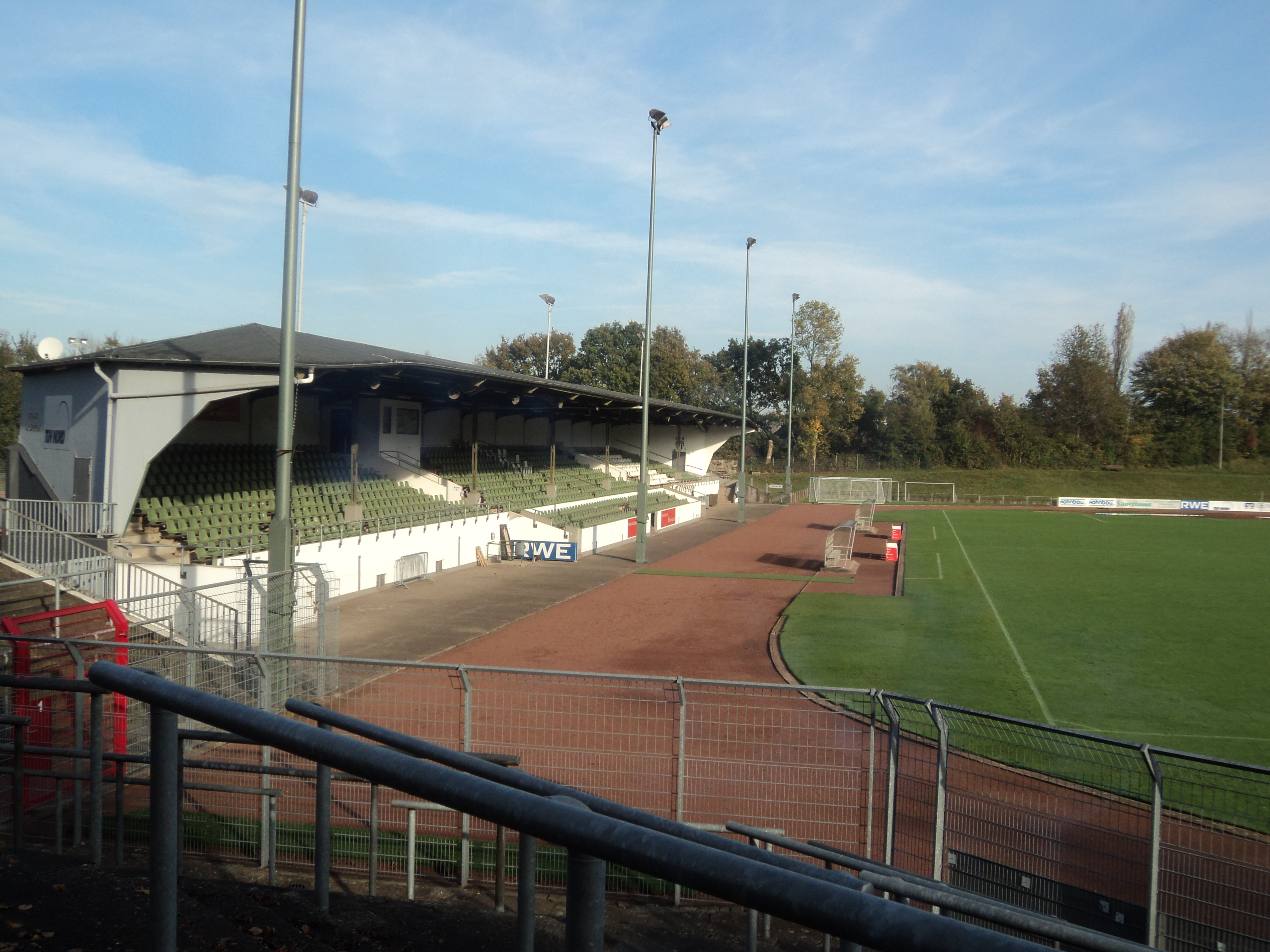
Die Haupttribüne im Oktober 2014
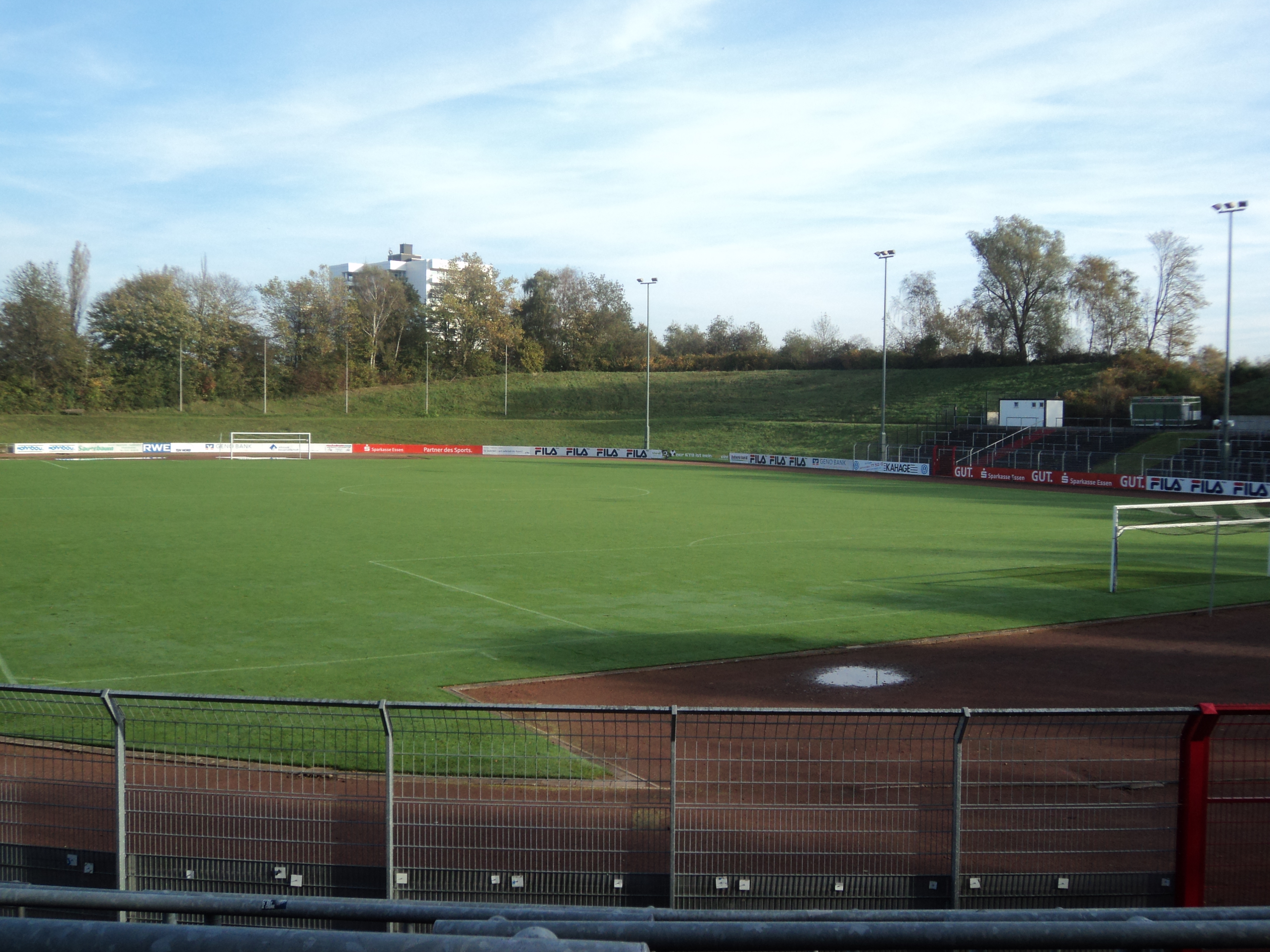
Rechts die Gegengerade mit den Stehplätzen und links das Tor in der Nordkurve des Stadions (Oktober 2014)